# Liste akademischer Grade (Österreich)
Die Liste akademischer Grade (Österreich) listet akademische Grade, die in Österreich durch staatliche bzw. staatlich anerkannte Einrichtungen verliehen werden bzw. in der jüngeren Geschichte verliehen wurden.

## Allgemeines
Die Verleihung eines akademischen Grades ist in Österreich an den erfolgreichen Abschluss eines ordentlichen Studiums an einer österreichischen öffentlichen Universität, Privatuniversität, Fachhochschule oder pädagogischen Hochschule, oder aber das Absolvieren eines Universitätslehrgangs, Lehrgangs zur Weiterbildung, Hochschullehrgangs oder Lehrgangs universitären Charakters geknüpft.
Das Führen akademischer Titel ist fakultativ. Einzig die Titel Mag., Dr. und Dipl.-Ing. (bzw. DI) sind vor dem Namen anzugeben, die restlichen Titel werden dem Namen nachgestellt geführt. Die Verwendung weiblicher Abkürzungen wie Mag.a oder Dr.in anstelle von Mag. oder Dr. ist zulässig.

## Bachelorgrade
Bachelorgrade werden an öffentlichen und privaten Universitäten, theologischen, pädagogischen und Fachhochschulen vergeben. Die konkrete Bezeichnung des Grades ist durch die ausstellende Institution festzulegen. Ein Bachelorstudium weist eine Mindestdauer von sechs Semestern und einen Umfang von 180–240 ECTS auf.
| Abkürzung       | Akademischer Grad                                              |
| --------------- | -------------------------------------------------------------- |
| BA              | Bachelor (individuelles Studium)                               |
| BA oder B.A.    | Bachelor of Arts                                               |
| B.A.(Econ.)     | Bachelor of Arts in Economics                                  |
| Bakk. art.      | Bakkalaurea/Bakkalaureus der Künste                            |
| Bakk. rer. nat. | Bakkalaurea/Bakkalaureus der Naturwissenschaften               |
| Bakk. phil.     | Bakkalaurea/Bakkalaureus der Philosophie                       |
| Bakk. iur.      | Bakkalaurea/Bakkalaureus der Rechtswissenschaften              |
| Bakk. techn.    | Bakkalaurea/Bakkalaureus der technischen Wissenschaften        |
| BArch           | Bachelor of Architecture                                       |
| BEd             | Bachelor of Education                                          |
| B.Ed.Univ.      | Bachelor of Education – University                             |
| B.Eng.          | Bachelor of Engineering                                        |
| B.phil.         | Bachelor der Philosophie                                       |
| B.Rel.Ed.Univ.  | Bachelor of Religious Education – University                   |
| BSc oder B.Sc.  | Bachelor of Science                                            |
| BScN            | Bachelor der Pflegewissenschaft Bachelor of Science in Nursing |
| BStat           | Bachelor der Statistik                                         |
| B.techn.        | Bachelor der technischen Wissenschaften                        |
| BTh             | Bachelor of Theology                                           |
| LL.B            | Bachelor of Business Law Bachelor of Laws Bachelor of Tax Law  |
| LLB. oec.       | Bachelor der Rechts- und Wirtschaftswissenschaften             |

| Abkürzung        | Akademischer Grad                                                                                           |
| ---------------- | --- |
| BA               | Bachelor Dental Hygiene                                                                                     |
| BA oder B.A.     | Bachelor of Arts                                                                                            |
| Bacc. rel. paed. | Bakkalaurea/Bakkalaureus der Religionspädagogik                                                             |
| Bakk.            | Bakkalaurea/Bakkalaureus der Pflegewissenschaft                                                             |
| Bakk. pth.       | Bakkalaurea/Bakkalaureus der Psychotherapiewissenschaft                                                     |
| BBA / B.B.A.     | Bachelor of Business Administration                                                                         |
| BEng             | Bachelor of Engineering                                                                                     |
| B.S.             | Bachelor of Science                                                                                         |
| BSc              | Bachelor of Science Bachelor of Science (Pflegewissenschaft) Bachelor of Science in Business Administration |
| B.Sc.            | Bachelor of Science Bachelor of Science in Engineering Bachelor of Science in Psychologie                   |
| BScN             | Bachelor of Science in Nursing                                                                              |

| Abkürzung      | Akademischer Grad |
| -------------- | --- |
| BA oder B.A.   | Bachelor of Arts in Arts and Design Bachelor of Arts in Business Bachelor of Arts in Cultural Studies Bachelor of Arts in Military Services Bachelor of Arts in Police Leadership Bachelor of Arts in Social Sciences |
| BSc oder B.Sc. | Bachelor of Science in Engineering Bachelor of Science in Health Studies Bachelor of Science in Natural Sciences |
| LLB oder LL.B. | Bachelor of Laws |

| Abkürzung | Akademischer Grad                      |
| --------- | -------------------------------------- |
| BTh       | Bakkalaurea/Bakkalaureus der Theologie |

| Abkürzung | Akademischer Grad     |
| --------- | --------------------- |
| BEd       | Bachelor of Education |

## Mastergrade
Mastergrade werden an öffentlichen und privaten Universitäten, pädagogischen und Fachhochschulen vergeben. Die konkrete Bezeichnung des Grades ist durch die ausstellende Institution festzulegen. Ein Masterstudium weist eine Mindestdauer von vier Semestern und einen Umfang von 90–120 ECTS auf. Die Zulassung zu einem Masterstudium setzt ein gleichwertiges, facheinschlägiges Studium voraus.
| Abkürzung                | Akademischer Grad                                                                        |
| ------------------------ | ---------------------------------------------------------------------------------------- |
| LL.M.                    | Master of Laws                                                                           |
| LL.M. (Wirtschaftsrecht) | Master des Wirtschaftsrechts                                                             |
| LLM.oec.                 | Master der Rechts- und Wirtschaftswissenschaften                                         |
| MA                       | European Master of Arts Master (individuelles Studium) Master of Arts in Arts and Design |
| MA oder M.A.             | Master of Arts                                                                           |
| M.A.                     | Master in Critical Studies                                                               |
| M.A.(Econ.)              | Master of Arts in Economics                                                              |
| MArch                    | Master of Architecture                                                                   |
| MAEd                     | Master of Art and Education                                                              |
| MEd                      | Master of Education                                                                      |
| M.Ed.Univ.               | Master of Education – University                                                         |
| MIBI                     | Master of International Business Informatics                                             |
| MLBT                     | Master of legal and business aspects in technics                                         |
| M.phil.                  | Master der Philosophie                                                                   |
| M.Rel.Ed.                | Master of Religious Education                                                            |
| MSc                      | Master of Environmental Science                                                          |
| MSc oder M.Sc.           | Master of Science                                                                        |
| MScMF                    | Master of Science in Mountain Forestry                                                   |
| MSSc                     | Master of Social Sciences                                                                |
| MStat                    | Master der Statistik                                                                     |
| MTh                      | Master of Theology                                                                       |
| M.Theol.                 | Master der Theologie                                                                     |

| Abkürzung | Akademischer Grad                                                                                             |
| --------- | --- |
| MA        | Master of Arts Master of Arts Education                                                                       |
| M.A.      | Master of Arts Master of Arts in Psychology with an Emphasis on Counseling                                    |
| MBA       | Master of Business Administration Master of Business Administration in Sustainable Development and Management |
| M.B.A.    | Master of Business Administration                                                                             |
| M.Phil.   | Master of Philosophy                                                                                          |
| MSc       | Master of Science Master of Science (Pflegewissenschaft)                                                      |
| MSc.      | Master of Science der Gerontologie Master of Science der Psychologie                                          |
| M.Sc.     | Master of Science                                                                                             |

| Abkürzung          | Akademischer Grad |
| ------------------ | --- |
| Dipl.-Ing. oder DI | Diplom-Ingenieurin/Diplom-Ingenieur für technisch-wissenschaftliche Berufe |
| LLM oder LL.M.     | Master of Laws |
| MA oder M.A.       | Master of Arts in Arts and Design Master of Arts in Business Master of Arts in Cultural Studies Master of Arts in Military Services Master of Arts in Police Leadership Master of Arts in Social Sciences |
| MLE                | Master of Law and Economics |
| MSc oder M.Sc.     | Master of Science in Engineering Master of Science in Health Studies Master of Science in Natural Sciences                                                                                                |

## Mastergrade in der Weiterbildung und Lehrgänge mit Masterabschluss
Mastergrade in der Weiterbildung werden für eine spezielle Ausbildung bzw. Weiterbildung mit starkem Berufsbezug vergeben. Beispiele dafür sind Universitätslehrgänge, Lehrgänge universitären Charakters, Lehrgänge zur Weiterbildung sowie Hochschullehrgänge. Trotz teilweise unscharfer begrifflicher Abgrenzungen sind Mastergrade in der Weiterbildung nicht gleichwertig mit den durch ein Masterstudium erlangten Mastergraden.
| Abkürzung       | Akademischer Grad                                         |
| --------------- | --------------------------------------------------------- |
| E.MA            | European Master in Human Rights and Democratisation       |
| EMBA            | Executive Master of Business Administration Executive MBA |
| EMLE            | European Master in Law and Economics                      |
| EMPH            | European Master of Public Health                          |
| LLM-Kanonistik  | Legum Magistra/Magister – Kanonisches Recht               |
| LL.M.           | Master of Laws Legum Magistra/Magister (Master of Laws)   |
| MA              | Master of Arts                                            |
| MA ECED         | Master of Arts in Early Childhood Education               |
| MA Gastrosophy  | Master in Gastrosophy                                     |
| M.A.I.S.        | Master of Advanced International Studies                  |
| MAS             | Master of Advanced Studies                                |
| Mastère         | Mastère international conjoint                            |
| MBA             | Master of Business Administration                         |
| MBF             | Master of Banking & Finance                               |
| MBL             | Master of Business Law                                    |
| MCF             | Master of Corporate Finance                               |
| MDSc            | Master of Dental Science                                  |
| MME             | Master of Medical Education                               |
| M.Ed.           | Master of Education                                       |
| MEM             | Master of Environmental Management                        |
| MEng            | Master of Engineering                                     |
| M.E.S.          | Master in European Studies Master of European Studies     |
| MFA             | Master of Fine Arts                                       |
| MFP             | Master of Financial Planning                              |
| MFSc.           | Master of Forensic Science                                |
| MHE             | Master of Health Education                                |
| MHPE            | Master of Health Professional Education                   |
| MIB             | Master of International Business                          |
| MIM             | Master in Management                                      |
| MLL             | Master of Light and Lighting                              |
| MLS             | Master of Legal Studies                                   |
| MoHE            | Master of Higher Education                                |
| MPA             | Master of Public Administration Master of Public Affairs  |
| MPH             | Master of Public Health                                   |
| MPOS            | Master in Psychoanalytic Observational Studies            |
| MPSt            | Master of Political Studies and Democratic Citizenship    |
| MSc. oder M.Sc. | Master of Science                                         |
| M.Sc. (Admin.)  | Master of Administrative Sciences                         |
| MScTox          | Master of Science (Toxicology)                            |
| MSD             | Master in Spinal Disorders                                |
| MSE             | Master of Science in Economics                            |
| MSPhT           | Master of Sportsphysiotherapie                            |
| MTD             | Master in Training and Development                        |
| MTox            | Master of Toxicology                                      |
| MMedScAA        | Master of Advanced Medical Sciences Alpe Adria            |
| MMH             | Master Mental Health Sozialpsychiatrie                    |
| PLL.M           | Professional Master of Laws                               |
| PMBA            | Professional Master of Business Administration            |
| PMM             | Professional Master of Mediation                          |
| PMML            | Professional Master of Management and Leadership          |
| PM.ME           | Professional Master of Ethics (Medical Ethics)            |
| PMPB            | Professional Master of Private Banking                    |
| PMPH            | Professional Master of Public Health                      |
| PMSc oder MSc   | Professional Master of Science                            |

| Abkürzung | Akademischer Grad |
| --------- | --- |
| MA        | Master of Arts |
| MAS       | Master of Advanced Studies |
| MBA       | Master of Business Administration Master of Business Administration in Intra- and Entrepreneurship Master of Business Administration in New Media and Information Management Master of Business Administration in New Media Technology and Management Master of Business Administration in Public Governance and Management Master of Business Administration in Tourism Management Professional Master of Business Administration in Tourism Management |
| MDes      | Master of Design |
| MPA       | Master of Public Affairs in Public Governance and Management |
| MPC       | Master of Palliative Care |
| MSc       | Master of Science Master of Science (Wound Care Management) Master of Science Clinical Oral Surgeon/Implantologist Master of Science Clinical Orthodontist Master of Science Endodontie Master of Science Human Resource Management and Organizational Development Master of Science in Construction Management Master of Science Kieferorthopädie Master of Science Orale Chirurgie/Implantologie                                                       |
| M.Sc.     | Master of Science Master of Science in orthopädischer Physiotherapie Master of Science in restaurativ-prothetischer Zahnheilkunde |

| Abkürzung | Akademischer Grad                           |
| --------- | ------------------------------------------- |
| LL.M.     | Master of Laws                              |
| MA (CE)   | Master of Arts (Continuing Education)       |
| MSc (CE)  | Master of Science (Continuing Education)    |
| MPr       | Master Professional                         |
| MBA       | Master of Business Administration           |
| EMBA      | Executive Master of Business Administration |

| Abkürzung | Akademischer Grad (beispielhaft)               |
| --------- | ---------------------------------------------- |
| MES       | Master of European Studies                     |
| MAS       | Master of Advanced Studies                     |
| MAIS      | Master of Advanced International Studies       |
| MA        | Master of Arts                                 |
| MBA       | Master of Business Administration              |
| MBL       | Master of Business Law                         |
| MIB       | Master of International Business               |
| LLM       | Master of Laws                                 |
| MLS       | Master of Legal Studies                        |
| MPOS      | Master in Psychoanalytic Observational Studies |
| MPH       | Master of Public Health                        |
| MSc       | Master of Science                              |
| MEd       | Master of Education                            |
| MPA       | Master of Public Administration                |

## Diplomgrade
Diplomgrade werden von öffentlichen oder privaten Universitäten sowie von Fachhochschulen für abgeschlossene Diplomstudien vergeben. Diese haben üblicherweise eine Dauer von acht bis zehn Semestern.
| Abkürzung                    | Akademischer Grad |
| ---------------------------- | --- |
| Dipl.-Ing.                   | Diplom-Ingenieurin/Diplom-Ingenieur Diplomingenieurin/Diplomingenieur der Biomedizinischen Informatik |
| Dipl.-Ing. oder DI           | Diplom-Ingenieurin/Diplom-Ingenieur |
| Dipl.-Ing. (FH) oder DI (FH) | Diplom-Ingenieurin/Diplom-Ingenieur (FH) für technisch-wissenschaftliche Berufe |
| Dr. med. dent.               | Doktorin/Doktor der Zahnheilkunde |
| Dr. med. univ.               | Doktorin/Doktor der gesamten Heilkunde |
| Mag. art.                    | Magistra/Magister der Künste |
| Mag. des. ind.               | Magistra/Magister des Industrial Design |
| Mag. (FH)                    | Magistra/Magister (FH) für gesundheitswissenschaftliche Berufe Magistra/Magister (FH) für kulturwissenschaftliche Berufe Magistra/Magister (FH) für künstlerisch-gestaltende Berufe Magistra/Magister (FH) für Militärische Führung Magistra/Magister (FH) für naturwissenschaftliche Berufe Magistra/Magister (FH) für rechtswissenschaftliche Berufe Magistra/Magister (FH) für sozialwissenschaftliche Berufe Magistra/Magister (FH) für wirtschaftswissenschaftliche Berufe |
| Mag. iur.                    | Magistra/Magister der Rechtswissenschaften |
| Mag. iur. rer. oec.          | Magistra/Magister des Rechts der Wirtschaft |
| Mag. med. vet.               | Diplom-Tierärztin/Diplom-Tierarzt |
| Mag. pharm.                  | Magistra/Magister der Pharmazie |
| Mag. phil.                   | Magistra/Magister der Philosophie |
| Mag. Psych.                  | Magistra/Magister der Psychologie |
| Mag. pth.                    | Magistra/Magister der Psychotherapiewissenschaft |
| Mag. rel. paed.              | Magistra/Magister der Religionspädagogik |
| Mag. rer. nat.               | Magistra/Magister der Naturwissenschaften |
| Mag. rer. soc. oec.          | Magistra/Magister der Sozial- und Wirtschaftswissenschaften |
| Mag. sc. hum.                | Magistra/Magister der Gesundheitswissenschaften |
| Mag. theol.                  | Magistra/Magister der Theologie |

## Ph.D.- und Doktorgrade
Doktorgrade bzw. Doktoratsstudien werden ausschließlich von öffentlichen oder privaten Universitäten verliehen bzw. angeboten. Die Mindestdauer eines Doktoratsstudiums liegt bei drei Jahren, der ECTS-Umfang ist von der jeweiligen Universität festzulegen. Das Führen des Doktortitels ist fakultativ. Ph.D.-Grade sind dem Namen nachgestellt, Doktortitel vor dem Namen zu führen.
| Abkürzung                      | Akademischer Grad                                                                     |
| ------------------------------ | ------------------------------------------------------------------------------------- |
| Dr. artium                     | Doktorin/Doktor der Künste                                                            |
| Dr. iur.                       | Doktorin/Doktor der Rechtswissenschaften                                              |
| Dr. med. dent. et scient. med. | Doktorin/Doktor der Zahnmedizin und der medizinischen Wissenschaft                    |
| Dr. med. univ. et scient. med. | Doktorin/Doktor der gesamten Heilkunde und der medizinischen Wissenschaft             |
| Dr. med. vet.                  | Doktorin/Doktor der Veterinärmedizin                                                  |
| Dr. med. vet. et scient.       | Doctor medicinae veterinariae et scientiae                                            |
| Dr. mont.                      | Doktorin/Doktor der montanistischen Wissenschaften                                    |
| Dr. nat. techn.                | Doktorin/Doktor der Bodenkultur                                                       |
| Dr. phil.                      | Doktorin/Doktor der Geistes- und Kulturwissenschaften Doktorin/Doktor der Philosophie |
| Dr. phil. fac. theol.          | Doktorin/Doktor der Philosophie an der Katholisch-Theologischen Fakultät              |
| Dr. rer. cur.                  | Doktorin/Doktor der Pflegewissenschaft                                                |
| Dr. rer. nat.                  | Doktorin/Doktor der Naturwissenschaften                                               |
| Dr. rer. oec.                  | Doktorin/Doktor der Wirtschaftswissenschaften                                         |
| Dr. rer. soc. oec.             | Doktorin/Doktor der Sozial- und Wirtschaftswissenschaften                             |
| Dr. scient. med.               | Doktorin/Doktor der medizinischen Wissenschaft                                        |
| Dr. scient. vet.               | Doctor scientiae veterinariae                                                         |
| Dr. techn.                     | Doktorin/Doktor der technischen Wissenschaften                                        |
| Dr. theol.                     | Doktorin/Doktor der Theologie                                                         |
| PhD                            | Doctor of Philosophy                                                                  |

| Abkürzung                      | Akademischer Grad |
| ------------------------------ | --- |
| Dr. med. univ. et scient. med. | Doktorin/Doktor der gesamten Heilkunde und der medizinischen Wissenschaft Doktorin/Doktor der Medizinischen Wissenschaft |
| Dr. phil.                      | Doktorin/Doktor der Philosophie                                                                                          |
| Dr. sc. hum.                   | Doktorin/Doktor der Gesundheitswissenschaften                                                                            |
| Dr. sc. inf. biomed.           | Doktorin/Doktor der Biomedizin-Informatik                                                                                |
| Dr. scient. pth.               | Doktorin/Doktor der Psychotherapiewissenschaft                                                                           |
| Dr. techn.                     | Doktorin/Doktor der technischen Wissenschaften                                                                           |
| Dr. theol.                     | Doktorin/Doktor der Theologie                                                                                            |
| PhD oder Ph.D.                 | Doctor of Philosophy |

## Nicht mehr vergebene akademische Grade
Mittlerweile nicht mehr vergeben werden folgende akademischen Grade der Kategorie Bakkalaurea/Bakkalaureus bzw. Magistra/Magister (FH).
| Abkürzung            | Akademischer Grad                                                  |
| -------------------- | ------------------------------------------------------------------ |
| Bakk. art.           | Bakkalaurea/Bakkalaureus der Künste                                |
| Bakk. rer. nat.      | Bakkalaurea/Bakkalaureus der Naturwissenschaften                   |
| Bakk. phil.          | Bakkalaurea/Bakkalaureus der Philosophie                           |
| Bakk. iur.           | Bakkalaurea/Bakkalaureus der Rechtswissenschaften                  |
| Bakk. rer. soc. oec. | Bakkalaurea/Bakkalaureus der Sozial- und Wirtschaftswissenschaften |
| Bakk. techn.         | Bakkalaurea/Bakkalaureus der technischen Wissenschaften            |
| Bakk. theol.         | Bakkalaurea/Bakkalaureus der Theologie                             |

| Abkürzung                 | Akademischer Grad                                                               |
| ------------------------- | ------------------------------------------------------------------------------- |
| DI (FH) / Dipl.-Ing. (FH) | Diplom-Ingenieurin/Diplom-Ingenieur (FH) für technisch-wissenschaftliche Berufe |
| Mag. (FH)                 | Magistra/Magister (FH) für gesundheitswissenschaftliche Berufe                  |
| Mag. (FH)                 | Magistra/Magister (FH) für kulturwissenschaftliche Berufe                       |
| Mag. (FH)                 | Magistra/Magister (FH) für künstlerisch-gestaltende Berufe                      |
| Mag. (FH)                 | Magistra/Magister (FH) für militärische Führung                                 |
| Mag. (FH)                 | Magistra/Magister (FH) für naturwissenschaftliche Berufe                        |
| Mag. (FH)                 | Magistra/Magister (FH) für rechtswissenschaftliche Berufe                       |
| Mag. (FH)                 | Magistra/Magister (FH) für sozialwissenschaftliche Berufe                       |
| Mag. (FH)                 | Magistra/Magister (FH) für wirtschaftswissenschaftliche Berufe                  |